# Sandra XS
Sandra XS (eigtl. Sandra Jusic; * 17. Jänner 1989 in Klagenfurt) ist eine Turbo-Folk-Sängerin.

## Leben
Sandra Jusic lebt seit ihrer Geburt in Klagenfurt. Ihre Karriere als Sängerin begann mit 13 Jahren, als sie auf Veranstaltungen in Discotheken und Lokalen in Bosnien und Herzegowina und in Österreich auftrat. Sie absolvierte die zweisprachige (deutsch-slowenische) Bundeshandelsakademie in Klagenfurt erfolgreich mit Matura. Derzeit arbeitet und lebt sie zusammen mit ihrer Familie in Klagenfurt.

## Karriere
Ihre erste Single Pobjednica (‚Gewinnerin‘) mit Musikvideo veröffentlichte Sandra XS im April 2009. Diese lief auf zahlreichen TV-Sendern und wurde ihr erster Hit. Mit ihrer zweiten Single Nisi moja liga (Du bist nicht meine Liga), gewann sie August 2009 auf dem Cazin Musik-FESTIVAL 2009 (Cazin – Bosnien), den 2. Platz. Zusammen mit Produzenten Dilvad Felic und Goran Velinov-Panca (Twister Studio) produzierte sie ihr erstes Album mit dem Namen Pobjednica, das sie Anfang 2010 in der Balkandisc Produktion veröffentlichte.
Ihr zweites Video, zum Lied XS ali otrovna (‚XS aber giftig‘) drehte sie zusammen mit dem österreichischen Film-Produzenten Miha Dolinsek im Studio ONE DARK FIN, Mai 2010, in Klagenfurt. Im August 2010 nahm sie mit ihrer neuen Single Moli, moli (‚Flehe, flehe‘) erneut am Cazin Musik-FESTIVAL 2010 teil und erhielt eine Auszeichnung von der Direktion des Festivals.

## Diskografie

### Singles
- Pobjednica (2009)
- Nisi moja liga (2009)
- XS ali otrovna (2010)
- Moli, moli (2010)

### Alben
- Pobjednica (2010)

### Videos
- Pobjednica
- XS ali otrovna